# Finvenkismo
 (mai 2021).
Si vous disposez d'ouvrages ou d'articles de référence ou si vous connaissez des sites web de qualité traitant du thème abordé ici, merci de compléter l'article en donnant les références utiles à sa vérifiabilité et en les liant à la section « Notes et références ».
La victoire finale (Fina Venko) est l'idée qu'un jour tous les humains, ou une grande partie de ceux-ci, parleront espéranto comme deuxième langue. Si cela arrive, les résultats mentionnés par exemple dans le Manifeste de Prague seraient visibles. L'expression « Victoire Finale » semblant assez militaire, quelques espérantistes essaient de généraliser l'emploi du terme « Succès final » (Fina Sukceso).

## « Desubismo » et « desuprismo »
Il existe en principe deux voies vers la fina venko, « soit par le travail des hommes individuellement, i.e. des masses populaires, soit par décret des gouvernements » (Zamenhof, 1910). On appelle la première voie desubismo (d'en bas), la seconde desuprismo (d'en haut). Dans son discours en 1910, Zamenhof exprima l'opinion que « le plus crédiblement, notre affaire sera atteinte par la première voie, car dans notre genre d'affaire, les gouvernements viennent avec leur sanction, et avec leur aide d'ordinaire seulement au moment où tout le monde est déjà entièrement prêt ».

## Que signifie « atteindre la Victoire finale »?
Pour les espérantistes, la « Victoire finale » n'est pas qu'une affaire de proclamation politique et d'introduction dans les écoles. Elle nécessiterait de traduire tous les documents qui apparaissent dans une langue nationale. La langue devrait donc sans cesse se battre pour sa position et ne vaincra jamais définitivement.

## Essai de redéfinition pour lexxiesiècle
Un certain nombre d'espérantistes doutent que la définition ci-dessus («… qu'un jour tous les hommes parleront… ») soit vraiment nécessaire, désirable et accordable avec les droits des langues, selon lesquels tout individu peut choisir librement quelle langue utiliser. Ce genre de considérations peut conduire à une nouvelle compréhension du thème et par exemple à cette thèse :

« Le mouvement pour l'introduction de l'espéranto sera définitivement abouti, quand dans toutes les écoles on pourra choisir l'espéranto comme objet d'étude. »

En France, le 12 avril 2017, la directrice générale de l’enseignement scolaire précise par une lettre qu’« il est tout à fait possible d’entreprendre, dans les établissements où l’enseignement de l’espéranto pourrait se développer, une démarche expérimentale à l’échelle locale. »